# 心叶堇菜
心叶堇菜（学名：Viola concordifolia）是堇菜科堇菜属的植物，为中国的特有植物。分布在中国大陆的湖南、江苏、江西、安徽、贵州、四川、浙江、云南等地，生长于海拔120米至2,600米的地区，多生长在林下开阔草地间、林缘、山地草丛或溪谷旁，目前尚未由人工引种栽培。

## 异名
- Viola cordifolia W. Beck.